# Hutianské sedlo
Hutianské sedlo (též Nižné Hutianské sedlo, Beskyd, Češlovka či Tešľovka, polsky Huciańska Przełęcz či Niżnia Huciańska Przełęcz, 905 m n. m.) je sedlo, tvořící západní hranici Tater a oddělující Západní Tatry od Oravské vrchoviny. Nachází se mezi vrcholem Prípor (1003 m n. m., masív Kopce v Oravské vrchovině) na severozápadě a Beskyd (947 m n. m., Západní Tatry) na jihu. Hutianské sedlo leží na konci nevýrazného zalesněného hřbetu vybíhajícího severozápadním směrem z hory Javorina (1277 m n. m.).
Hutianske sedlo tvoří přechod mezi Hutianskou dolinou a Dolinou Bôrovej vody a tím pádem i mezi liptovskou vsí Huty (podle které je sedlo pojmenováno) a oravským Zubercem. Sedlem prochází stará cesta, která je jednou ze tří cest spojujících obě vesnice. Vedle cesty stojí kamenný kříž s nápisem: "In Honorem Dei et B.V.M. Erexit Comunitas HVTTENSIS" a datem 1819. Nová silnice spojující obě vsi překračuje hřbet ve Vyšném Hutianském sedle, jež se nachází asi 20 minut cesty směrem na jihovýchod.
Mezi Vyšným a Nižným Hutianským sedlem se nachází ještě Prostredné Hutianské sedlo, takže jsou vlastně tři Hutianská sedla. Toto označení však zavedli a rozšířili až autoři turistických průvodců. Místní obyvatelé pro označení celého hřbetu včetně sedel používají název Beskyd.
Na některých slovenských mapách je název Hutianské sedlo nesprávně použit pro označení sedla Javorina.